# Liste des personnages de Murena
 (février 2018).
Cette liste recense les personnages de la série de bande dessinée Murena, scénarisée par Jean Dufaux et dessinée par Philippe Delaby puis Theo.
La série comprend de nombreux personnages, certains récurrents, d'autres apparus seulement une fois. Cette liste ne recense pas les figurants ni les personnages seulement mentionnés (ex : Pulcher, la veuve Eudoxia, Adrianus...).
Bien que certains personnages soient issus de la réalité, les auteurs ont pris des libertés scénaristiques.
- Haut – A
- B
- C
- D
- E
- F
- G
- H
- I
- J
- K
- L
- M
- N
- O
- P
- Q
- R
- S
- T
- U
- V
- W
- X
- Y
- Z

## Protagonistes

### Néron
Première apparition : La Pourpre et l'Or

Fils d'Agrippine la Jeune, il porte à la naissance le nom de Lucius Domitius Ahenobarbus (fils de Gnaeus Domitius Ahenobarbus). Agrippine ayant épousé l'empereur Claude, ce dernier adopte Néron, qui devient Tiberius Claudio Nero, de la gens des Claudia (sic). Il est élevé par sa tante paternelle Domitia Lepida, à qui il voue une grande affection. Parmi les courtisans ambitieux, dans une Rome de violence et de trahisons, Néron développe une folie de paranoïa et se prend pour un dieu.
Néron est représenté roux (alors qu'il était plutôt blond) en allusion au thème du feu, très présent au fil de la série, qui met notamment en scène le grand incendie de Rome en juillet 64. Par ailleurs, les auteurs se réfèrent au nom Ahenobarbus signifiant « à la barbe rousse ». Le personnage de Néron emprunte ses traits à l'acteur Peter Ustinov, qui a joué le rôle de Néron dans le film Quo Vadis ? (1951). Les auteurs de la série ont voulu montrer un portrait nuancé de Néron : en effet, il a été populaire les premières années de son règne. Il glisse vers la folie à cause de sa mère « quasi monstrueuse », des courtisans et des circonstances : « Il y a en chaque individu une part d'enfer et une part de paradis. Les événements font que, chez Néron, c'est la part d'enfer qui l'emporte ». Dans la série, « Néron est resté un personnage assez touchant et même fragile ».

### Lucius Murena
Première apparition : La Pourpre et l'Or

Le héros éponyme de la série est un personnage fictif. Riche patricien, il serait le fils de Lollia Paulina. Ce personnage est issu de Néron : il correspond à l'une de ses facettes. À mesure que se développe l'intrigue, Lucius Murena bascule vers la folie. Il présente de nombreux points communs avec l'empereur : deuil de la mère, fascination pour les flammes, amour pour Acté...
D'abord ami avec Néron, qu'il conseille, Murena tisse ensuite des liens avec le poète Pétrone et le gladiateur Balba. Murena veut venger l'assassinat de sa mère, perpétré sur ordre d'Agrippine. Lorsque Poppée devient la nouvelle favorite de Néron et évince Acté, Lucius Murena entame une relation amoureuse avec cette dernière. Puis Néron oblige Acté à épouser un soldat et Lucius Murena décide alors de se venger de l'empereur. Il torture Arsilia, l'esclave de Poppée, pour connaître la localisation d'Acté, puis il part pour la Gaule avec Balba et Evix. Il assiste à la mort de son amante. Lucius Murena retourne à Rome en proscrit et il trouve refuge chez la vestale Rubria, causant indirectement sa mort. Par accident, le héros déclenche le grand incendie de Rome.
Son nom rappelle une bande dessinée antérieure de Jean Dufaux, Xavier Musquera et Jacques Kievits, portant déjà sur Rome à l'époque de Néron : Lucius, le sourire de la murène (1986)  (ISBN 2-87144-008-5).

## A

### Acté
Première apparition : La Pourpre et l'Or

Acté est l'esclave de Pallas dans le premier tome La Pourpre et l'Or. Néron la libère de l'emprise de Pallas dans De sable et de sang. Peu après, elle est emmenée chez Domitia Lepida où on la soigne. Acté, dont Neron est amoureux, décide de se donner à lui. Ils entretiennent dès lors une relation étroite où Acté deviendra une conseillère importante de son amant. Néanmoins, elle est répudiée dans La Déesse Noire au profit de Poppée. Elle est recueillie par Pétrone et Murena. Acté tombe rapidement amoureuse de Murena et ils entament une relation épanouie. Sous l'influence de Poppée, Néron sépare de force Murena et Acté et il la donne au centurion Sardius Priscus Agricola, qui l'emmène avec lui en Gaule. Murena se lance à sa recherche avec Balba et Evix. Or, le camp de Sardius Agricola est attaqué et Acté capturée par les hommes du druide Cervarix, qui s'apprête à la sacrifier. Murena tente de sauver son amante, mais elle meurt en même temps que Cervarix.
Le personnage s'inspire d'Acté, roman d'Alexandre Dumas, ainsi que du roman Quo Vadis ? d'Henryk Sienkiewicz. La scène où Acté prend son bain chez Domitia Lepida rappelle les Venus anadyomènes (la déesse sortie des eaux) et La Naissance de Vénus de Botticelli. La véritable Acté se nommait Claudia Acte ; cette esclave affranchie était une favorite de l'empereur Néron. Elle lui a survécu et elle a organisé ses funérailles.

### Agrippine

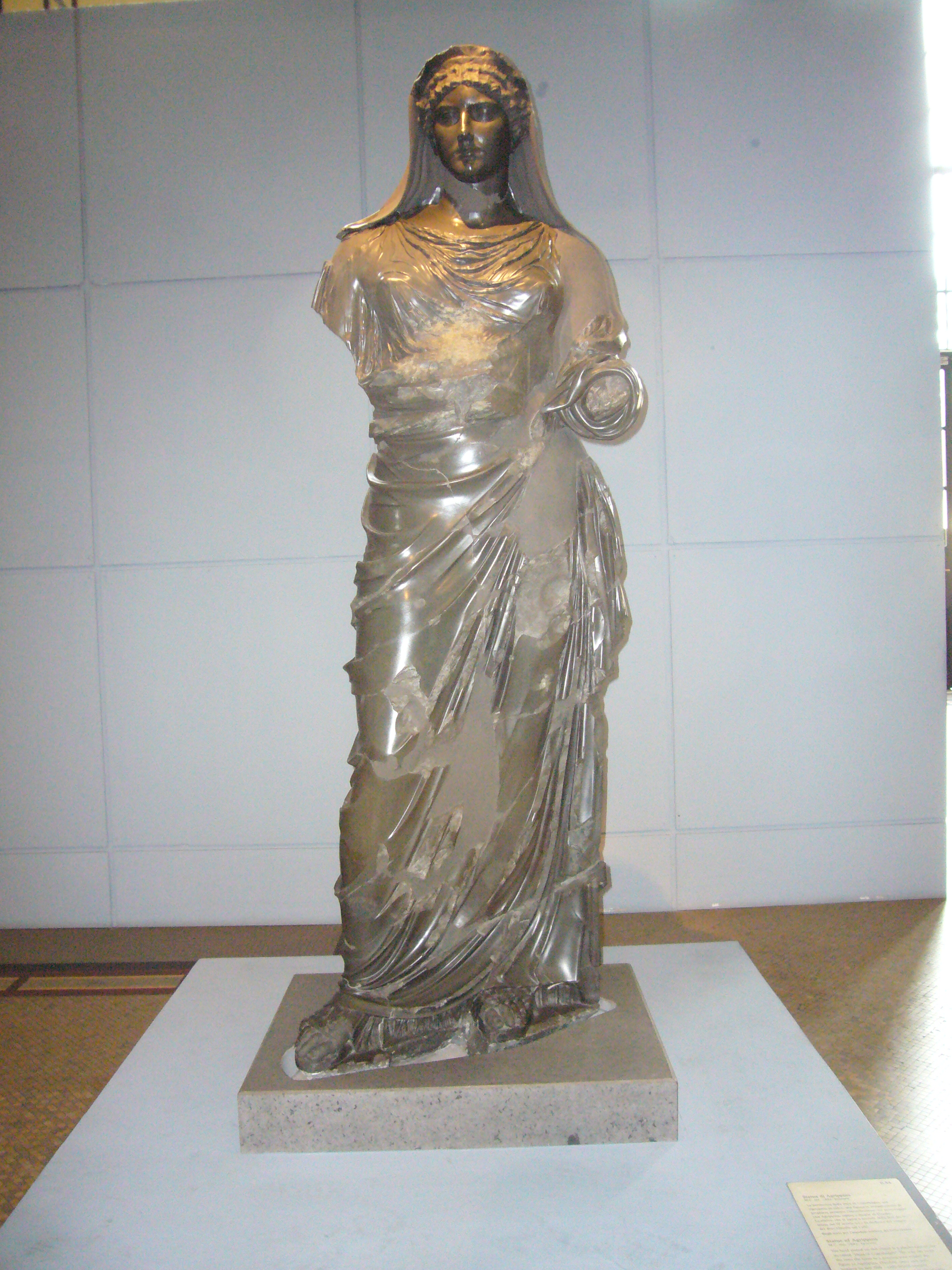
Statue d'Agrippine la Jeune trouvée à Orante en 1885.

Première apparition : La Pourpre et l'Or

Mère de Néron, Agrippine est mariée à l'empereur romain Claude, qui est aussi son oncle. Elle est décrite comme une femme dangereuse, retorse et assoiffé de pouvoir. Claude entreprend les démarches pour la répudier, se marier avec son amante Lollia Paulina et transmettre l'empire à Britannicus. Agrippine complote avec Locuste pour assassiner Claude et Britannicus et installer Néron sur le trône. Par ailleurs, Agrippine envoie son esclave gladiateur Draxius tuer Lollia Paulina. Lors d'un banquet avec Claude, elle assiste à l'empoisonnement de son mari, secrètement aidée par Locuste et Xénophon de Cos. Pour accélérer le décès de Claude, Agrippine lui montre la tête de Lollia. À la suite de cet assassinat et aux intrigues d'Agrippine, Néron devient le cinquième empereur de Rome. Les premiers temps, Agrippine a les coudées franches pour agir à sa guise car Néron consacre son attention à son amour, Acté. Néanmoins, Agrippine se trouve bientôt en concurrence avec son fils. Quand Néron retrouve Locuste et la prend à son service, Agrippine fait assassiner ce témoin gênant. Dans le quatrième tome, Ceux qui vont mourir..., se sachant en danger, Agrippine décide de se venger de son fils. Elle se rend chez Poppée et lui transmet un philtre d'amour afin de subjuguer Néron. Sur ordre de Néron, Agrippine est tuée d'un coup de glaive dans le ventre. Lorsque Néron boit la coupe remplie du philtre d'amour d'Agrippine, il entend résonner dans sa tête un rire vicieux qui n'est autre que celui de sa défunte mère, vengée contre Néron par-delà la mort.
Le personnage d'Agrippine emprunte ses traits aux actrice Carole Bouquet et Sofia Loren. Agrippine est représentée comme une femme calculatrice, ambitieuse et sans scrupules. Les auteurs ont voulu montrer que sa sexualité constitue un moyen de servir ses ambitions. Comme elle ne peut exercer directement le pouvoir, son corps lui sert à influencer les hommes puissants. Les auteurs antiques étaient partagés sur l'existence d'un inceste entre Néron et sa mère ; la série laisse planer l'ambivalence. Par ailleurs, si la tradition indique que Pallas était l'amant d'Agrippine, rien ne laisse supposer une intrigue avec Burrhus. Le tome Ceux qui vont mourir met en scène l'assassinat d'Agrippine sur ordre de Néron. La bande dessinée ne montre pas le piège nautique narré par Tacite. La dernière réplique « Frappe au ventre si tu l'oses » fait écho à la citation historique (« ventri ferre »), tout en soulignant un « ultime défi ».

### Alvinia
Première apparition : Vie des feux

Alvinia est une servante de la vestale Rubria. Impuissante, elle assiste au viol de sa maîtresse par l'empereur Néron et Massam puis au suicide de Rubria. Elle annonce la nouvelle à Lucius Murena et maudit les coupables. Elle trouve la mort durant le grand incendie de Rome.

### Androclès
Première apparition : Vie des feux

Androclès est le fils du pugiliste Pollius. Lors du grand incendie de Rome, il se retrouve nez à nez avec plusieurs animaux échappés du cirque, dont un lion. Paralysé devant le fauve, il est sauvé par son père, qui perdra la vie à la suite de ses blessures.
Son nom fait allusion à Androclès, personnage historique qui s'est trouvé face à des lions.

### Arsilia
Première apparition : La Meilleure des mères

Arsilia est une esclave qui apparaît dans La Meilleure des mères. Ancienne esclave de Poppée, elle est désormais au service de Pétrone. Ce dernier décide, hébergeant Lucius Murena, de lui offrir la compagnie d'Arsilia. Dans le tome Ceux qui vont mourir..., Arsilia est rappelée par son ancienne maîtresse Poppée et doit quitter la domus de Pétrone. Elle dénonce à Poppée la relation entre Acté, ancienne favorite de Néron, et Lucius Murena, contribuant ainsi à leur séparation forcée. 

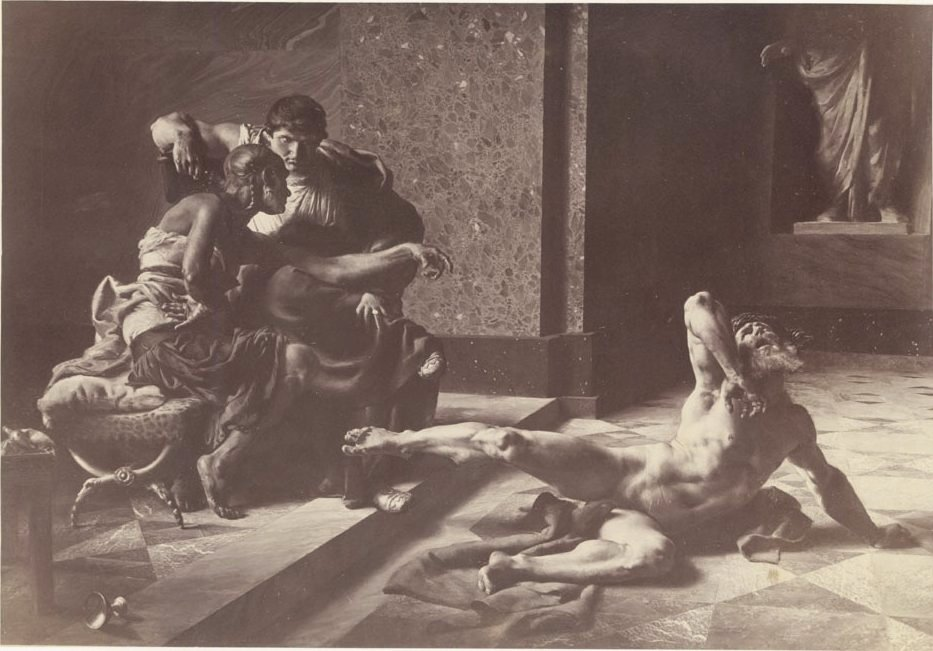
Joseph-Noël Sylvestre: Locuste essaye, en présence de Néron, le poison préparé pour Britannicus (1876)

Ce personnage est fictif.

### Asper
Première apparition : La Pourpre et l'Or

Asper est un esclave que l'on aperçoit chez l'empoisonneuse Locuste. Il sert de sujet pour tester un poison mortel devant Agrippine afin d'en évaluer les effets et il meurt dans l'opération. Il s'agit d'une allusion au premier péplum de l'histoire du cinéma : Néron essayant des poisons sur des esclaves, de Georges Hatot (1896) ; ce film lui-même a des liens avec le tableau Cléopâtre essayant des poisons sur des condamnés à mort (1887) d'Alexandre Cabanel et avec Locuste essaye, en présence de Néron, le poison préparé pour Britannicus de Joseph-Noël Sylvestre.

## B

### Balba
Première apparition : La Pourpre et l'Or

Balba est un gladiateur nubien. Épargné par l'empereur Claude sur la demande de son fils Britannicus, il en conçoit une loyauté inébranlable pour son jeune maître. À la suite de la mort de Claude, il devient l'un des rares appui de Britannicus qui voit son accès au pouvoir réduit à néant par les plans d'Agrippine. Balba entreprend alors de reprendre une formation de gladiateur à l'école de Bacchus Soroctos pour lui rapporter de l'argent et une chance de faire valoir ses droits. Il y rencontre le cruel Massam qui devient rapidement son rival. À la mort de Britannicus, Balba allume son bûcher funéraire, alors que les soldats romains ne parvenaient pas à le faire, à cause d'une forte pluie. 
Par la suite, Balba s'allie avec Lucius Murena et Évix. Il tue en duel Draxius, gladiateur au service d'Agrippine, pour venger Britannicus et Murena. Il combat aussi le pugiliste Pollius pour remporter des gains. Il meurt des suites de blessures infligées par Massam et sa panthère noire dans Les Épines. 
Ce personnage « est l'un des plus importants de la série et sans doute l'un des plus positifs », « un héros positif et courageux ». Il emprunte ses traits à l'acteur Woody Strode, qui apparaît dans le film Spartacus (1960) de Stanley Kubrick. Son nom fait probablement allusion au Mont Balbos.

### Le Besogneux
Première apparition : Vie des feux

Personnage au physique déformé, il est allié avec le conseiller de Néron, Tigellin, pour qui il effectue ses basses œuvres. Le Besogneux travaille dans les entrepôts de l'Emporium, non loin du mont Testaceus, lieu peu fréquentable. Il fait commerce des morts comme des vivants. Dans Revanche des cendres, le Besogneux profite de la situation catastrophique des romains, sans logements après le grand incendie de Rome. Il escroque les habitants en rachetant leurs propriétés pour une modeste somme. Pendant cette activité, il rencontre Tigellin, qui cherche à détourner la colère du peuple sur des boucs émissaires. Il demande ainsi au Besogneux de mettre feu à l'une de ses maisons en y laissant le signe bien distinct du poisson pour faire accuser les chrétiens. 
Le physique de ce personnage rappelle Éphialtès dans le film 300 et Gollum dans le film le Seigneur des anneaux.

### Britannicus
Première apparition : La Pourpre et l'Or

Britannicus est le fils de l'empereur Claude et Messaline. Il est victime de crises d'épilepsie (« la maladie des dieux »), affection qui joue un rôle dans l'intrigue. Dans le tome La Pourpre et l'Or, il sauve la vie du gladiateur Balba en suppliant son père de l'épargner ; Balba devient son esclave personnel. Durant une virée nocturne avec Néron, Britannicus surprend sa belle mère Agrippine dans les bas quartiers de Rome. Dans De sable et de sang, Britannicus est en deuil après la mort de son père et se retrouve de plus en plus isolé malgré le soutien de son fidèle Balba. Au cours d'une mystérieuse entrevue, il apprend par l'affranchi Pallas qu'il est le successeur de son père au trône. Il suit Pallas en pleine nuit qui le conduit dans la demeure de Locuste, l'objet de ses cauchemars. Britannicus et Pallas assistent à la rencontre, depuis le grenier de la masure, entre l'empoisonneuse et Agrippine projetant de le tuer. Il est soudain atteint de vertiges et avoue à Pallas être atteint de « la maladie des dieux ». Il meurt au moment où il s'apprête à révéler l'acte de répudiation d'Agrippine, rédigé par Claude juste avant son assassinat, sans que l'on puisse déterminer s'il a été empoisonné par Néron ou s'il a succombé à une rupture brutale de petits anévrismes artériels liés à son épilepsie,. Au début de La Meilleure des mères, la dépouille de Britannicus est brûlée sur un bûcher par son esclave Balba. 
Le véritable Britannicus, fils légitime de l'empereur Claude et de Messaline, est décédé à l'adolescence. À sa mort, des auteurs antiques ont évoqué la piste du poison ; d'autres pensent qu'il a succombé à une rupture d'anévrisme au cours d'une grave crise d'épilepsie. En effet, il n'existait pas alors de poison assez foudroyant.

### Afranius Burrhus
Première apparition : La Pourpre et l'Or

Afranius Burrhus est le préfet des cohortes prétoriennes. Dans le premier tome, La Pourpre et l'Or, il est manipulé par Agrippine qui lui propose 15 000 sesterces pour ses hommes ainsi que sa couche pour mieux le convaincre. Il est l'un des conseillers de Néron. Dans De sable et de sang, Burrhus écrit le discours que récite Néron aux cohortes prétoriennes afin d'avoir l'adhésion de l'armée et être empereur. Il se montre fidèle envers le jeune César lorsque ce dernier lui demande de choisir entre sa mère ou lui. On apprend sa mort dans le tome La Déesse noire et que Néron est très affecté par cette disparition.
Le véritable « Burrhus » se nommait Sextus Afranius Burrus et il était préfet du prétoire. Il était amputé de la main droite et aucun auteur contemporain n'a évoqué une aventure avec Agrippine. Il est décédé, selon les avis d'auteurs antiques, d'une tumeur à la gorge ou d'un empoisonnement sur ordre de Néron.

## C

### Cervarix
Première apparition : Le Sang des bêtes

Cervarix est un druide gaulois qui mène une rébellion contre l'Empire romain. Au cours d'une bataille contre les hommes de Sardius Agricola, centurion romain, il fait enlever sa maîtresse Acté. Le but de Cervarix est de sacrifier sa prisonnière. Une attaque surprise des romains contrecarre son projet et acculé par Lucius Murena, le druide accepte de laisser Acté en vie à condition d'avoir la vie sauve et ses armes en retour. Néanmoins, une flèche tirée par Evix, avide de vengeance contre le gaulois, l'atteint et le fait tomber dans le vide, entraînant dans sa chute Acté qui trouve également la mort.
Cervarix représente une allusion aux rébellions gauloises en général et en particulier à Vindex, personnage historique qui prit la tête d'un soulèvement. Cette révolte précipita la chute de l'empereur Néron et engendra une crise politique appelée l'Année des quatre empereurs.

### Chlirfus
Première apparition : Le Sang des bêtes

À la fois libraire et pâtissier, ce personnage comique est purement fictif. D'origine grecque, il vit dans le quartier populaire de l'Argilète. C'est chez lui que Pétrone et Murena donnent rendez-vous à Arsilia pour obtenir un renseignement. 
Chlirfus représente peut-être un clin d'œil à Ragueneau, pâtissier-poète dans Cyrano de Bergerac d'Edmond Rostand ; il renvoie peut-être aussi au poète Martial, qui a évoqué les Tabernae Librariae, en particulier dans son épigramme Contre Lupercus.

### Claude
Première apparition : La Pourpre et l'Or

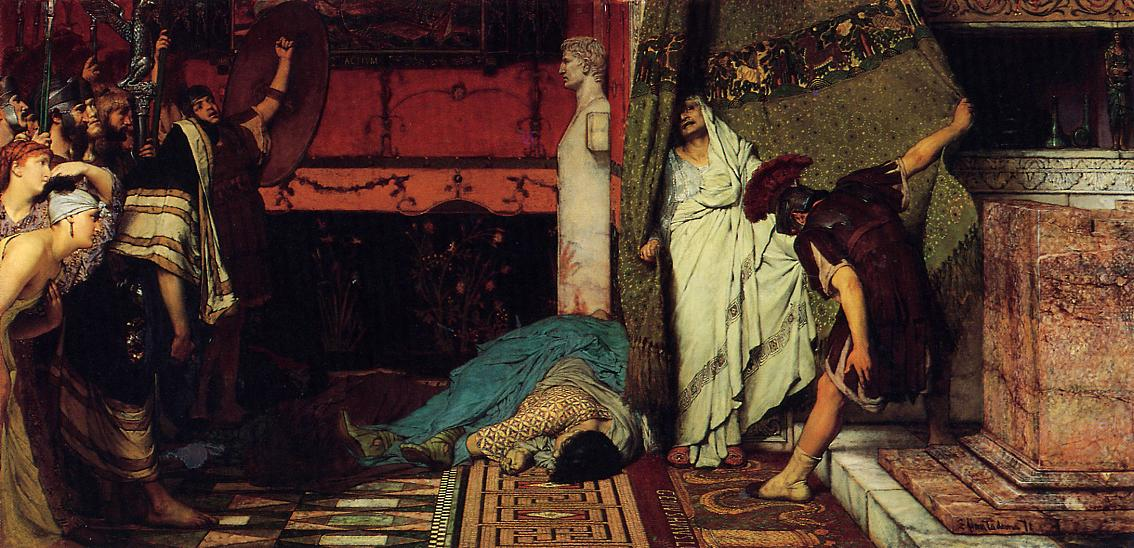
A Roman Emperor AD41 de Lawrence Alma-Tadema, inspire le personnage de Claude.

Empereur de Rome, Claude n'apparaît que dans le premier tome de Murena, La Pourpre et l'Or. Époux d'Agrippine, il entretient une relation secrète avec Lollia Paulina. Au fur et à mesure du tome, Claude se rend compte qu'il a négligé son fils biologique Britannicus et veut finalement en faire son héritier, à la place de son fils adoptif Néron. Il envisage aussi de se séparer d'Agrippine pour épouser Lollia Paulina. Agrippine, avertie des intentions de son conjoint, ourdit avec Locuste un complot pour empoisonner Claude. Lors d'un banquet où il se régale de champignons, l'empereur est soudain souffrant. Claude est amené à part dans une chambre où il est rapidement rejoint par Agrippine. Cette dernière tient dans sa main la tête décapitée de Paulina, ce qui finit d'achever l'empereur. Ainsi, avant même d'avoir annoncé comme héritier son fils biologique, Claude meurt assassiné au profit de Néron qui lui succède.
La première rencontre de Jean Dufaux avec le personnage de l'empereur Claude remonte au jour où il a vu le tableau de Lawrence Alma-Tadema, A Roman Emperor AD41, où il renvoie l'image d'un faible. Les auteurs se sont inspirés de la série de romans historiques Moi, Claude de Robert Graves. Claude est très probablement mort empoisonné, mais les auteurs antiques sont partagés sur le moment où le poison fut administré.

### Claudia
Première apparition : Revanche des cendres

Fille du centurion Ruffalo, elle se trouve sous l'emprise d'un amant peu délicat, le patricien Endymion. Lors du grand incendie de Rome, elle parvient à survivre avec l'aide de Pierre. Alors que son père, perdu, la cherche partout, il la retrouve grâce à Lucius Murena. Elle tombe amoureuse de ce dernier, qui devient son amant.
Dans Le Banquet, alors qu'elle apprend la mort de son père, Claudia refuse de croire à la culpabilité de Murena, accusé de complot.

## D

### Draxius
Première apparition : La Pourpre et l'Or

D'origine thrace, Draxius est gladiateur et l'homme de main d'Agrippine. Il remporte un combat devant Agrippine, qui lui offre sa liberté échange de l'assassinat de l'amante de l'empereur Claude, Lollia Paulina. Draxius décapite Lollia et rapporte sa tête à Agrippine, qui l'affranchit. Dans le tome De sable et de sang, Draxius accompagne Agrippine au banquet célébrant l'avènement du jeune empereur Néron. Après avoir bousculé volontairement Britannicus, héritier légitime de l'empire, il se heurte à Balba qui veille sur le jeune homme. Les deux hommes en viennent aux mains et Draxius finit par l'emporter avant que Britannicus fasse cesser le combat. Dans La Meilleure des mères, Draxius est chargé de tuer Domitia Lepida, tante de Néron, sous prétexte de fausses accusations. Au cours du tome Ceux qui vont mourir..., il est tué dans l'arène par Balba, à l'instigation de Néron, qui est engagé dans une lutte à mort contre sa mère.

## E

### Évix
Première apparition : La Déesse noire

Amie de Balba, qui est amoureux d'elle et qu'elle aide dans son combat contre Néron, elle est la descendante de Diviciacos. Sa famille a été assassinée par le druide Cervarix, qui l'a défigurée ; vendue au marchand Licinius, elle grandit à Rome, où elle apprend le métier de gladiateur. Elle remporte une course de char contre Néron, au grand scandale de la cour ; Néron envoie Massam sur ses traces. De retour en Gaule avec Murena et Balba, elle finit par tuer Cervarix, mais son geste entraîne malencontreusement la mort d'Acté. Elle prend ensuite la tête des Gaulois en rébellion contre Rome.
Le personnage rappelle la reine Boudicca, figure marquante du règne de Néron par le soulèvement qu'elle causa vers l'an 60. Dans le combat contre Massam dans les égouts, la soudaine vision du visage mutilé d'Evix fait allusion aux screamers des films d'horreur.

## F

### Fevo
Première apparition : Lemuria

Esclave de peau noire de Lemuria promis à la liberté en échange de services envers elle. Se définissant comme bon qu'à tuer, sa première action est d'éliminer une amie de Lemuria qui a couché avec Lucius Murena, amant de cette dernière. Ivre de jalousie, elle ordonne ensuite à Fevo de la violer post-mortem pour qu'elle ait de la semence d'esclave en elle. À la fin de Lemuria, il apprend à sa maîtresse que Murena, qui échappe à son amante, se trouve à Rome et l'accompagne dans son voyage.

## H

### L'Hydre
Première apparition : Lemuria

Combattante appartenant à Insanus le Fou, elle se fait une réputation dans le Rome des bas-fonds. Dotée d'une vitesse et d'une agilité hors du commun, formée à l'école de Soroctos comme Balba et Massam, elle impressionne Tigellin lors d'un combat contre deux adversaires. Il tente de l'acheter auprès d'Insanus. L'Hydre explique n'appartenir qu'à lui, sauf un seul homme, César lui-même. Cette déclaration fait éclater de rire Le Besogneux qui se retrouve à devoir nettoyer la lame pleine de sang de son vis-à-vis. Plus tard dans l'album, l'Hydre se rend en campagne pensant affronter des champions de Marcus Livius. Au lieu de cela, elle tombe dans un piège tendu par Le Besogneux, rancunier de l'humiliation qu'il a subi. Alors qu'il lui a arraché un doigt et compte poursuivre son œuvre, l'Hydre est sauvé par Lucius Murena qui se trouvait dans les environs. Se rendant à Rome pour rencontrer César, elle décide de le suivre. Conduite à lui, l'Hydre demande un entretien privé et révèle à Néron être née un avant lui d'Agrippine. D'abord fou de rage, l'empereur l'étrangle avant de croiser son regard et de la laisser finir ses explications. Elle révèle avoir pour père Sénèque, qui a tenu à cacher sa naissance.

## I

### Insanus le Fou
Première apparition : Lemuria

Maître de l'Hydre, combattante des bas-fonds romains à la solide réputation. Il refuse à Tigellin, proche conseiller de César, de la vendre.

## J

### Joseph ben Mattias
Première apparition : Revanche des cendres

## L

### Lemuria
Première apparition : Le Banquet

Sortant du banquet de Trimalcion, Lemuria tombe sur le corps inerte de Lucius Murena. Grâce à l'aide de l'une de ses esclaves ayant appris son art auprès de Locuste, elle le sauve de la mort en lui faisant administrer une drogue qui a pour effet la perte de mémoire puis devient son amante, profitant de son amnésie pour le garder auprès d'elle. Son frère, Pison, se trouve au cœur d'une conjuration contre Néron mais elle ne s'intéresse guère aux manœuvres politique. Lorsqu'elle s'aperçoit que le vent tourne pour Pison, Lemuria cherche à prendre de la distance avec Rome et ses complots et se rend à Baiae.
Dans Lemuria, album portant son nom, elle est en villégiature à Baiae avec Murena dont elle tombe profondément amoureuse. Après la disparition soudaine de son amant, elle se lance à sa recherche et emploie pour cela Fevo, un esclave, qui ne sait que tuer, d'après ses dires. Jalouse, Lemuria fait assassiner l'une de ses amies qui a partagé sa couche avec Murena. Prête à tout pour retrouver l'objet de son obsession, quitte à le tuer, elle apprend à la fin du tome qu'il est à Rome et s'y rend avec Fevo.
Il s'agit d'un personnage fictif.

### Lepida Domitia
Première apparition : La Pourpre et l'Or

Tante paternelle de Néron, Domitia élève son neveu en l'absence d'Agrippine. Elle tisse lie des liens très fort avec lui et elle le considère comme un fils. Dans De sable et de sang, Domitia s'occupe d'Acté, dont son neveu Neron est tombé amoureux. Mais Agrippine, jalouse de l'influence qu'a Domitia sur son fils, ordonne à Sénéque de récupérer Néron chez elle. Dans La Meilleure des mères, Agrippine manipule le Sénat pour faire accuser Domitia de fomenter une révolte visant la perte de Rome. Domitia est assassinée chez elle par Draxius.
Lepida Domitia est souvent confondue avec sa sœur Domitia Lepida. Néron fut confié à sa garde alors qu'il avait deux ans et elle l'a élevé. Il témoigne une grande affection envers sa tante. À sa mort, elle transmet son immense fortune à son neveu. Son assassinat sur ordre de Néron résulte peut-être d'une confusion avec l'exécution de Domitia Lepida, accusée d'envoûtement sur l'empereur. 

### Locuste
Première apparition : La Pourpre et l'Or

Locuste est une empoisonneuse gauloise vivant dans les bas quartiers de Rome. Elle accueille chez elle Agrippine lors d'une visite nocturne. Locuste fait partie du complot visant à empoisonner l'empereur pour porter Néron, fils d'Agrippine, au pouvoir. Un soir de banquet, elle administre du poison dans le plat que prend Claude. Locuste vise par la suite le fils du défunt empereur, Britannicus, mais celui-ci sera prévenu de la tentative d'empoisonnement. Sur la demande d'Agrippine, elle prépare un philtre d'amour destiné à Néron. Dans La Meilleure des mères, Néron apprend l'existence de Locuste et découvre par elle le complot formenté par sa mère contre Claude puis Britannicus. Il décide de lui laisser la vie sauve en échange de ses services. Elle rejoint donc les caves du palais de l'empereur. Agrippine, inquiète que Locuste évente ses secrets, la fait tuer par ses hommes. En guise de derniers mots, Locuste prophétise à Agrippine : « Tu seras frappée au ventre ».
La véritable Locuste reste en vie pendant tout le règne de Néron. Dans Murena, les représentations graphiques l'assimilent à une sorcière et à Méduse.

### Lollia Paulina
Première apparition : La Pourpre et l'Or

Lollia Paulina est la mère de Lucius Murena et amante de l'empereur Claude. Comme l'empereur exprime le désir de répudier son épouse Agrippine pour se marier avec Lollia, Agrippine commandite l'assassinat de sa rivale et lui envoie le gladiateur Draxius, qui décapite Lollia. Quand Claude agonise sous l'effet du poison, Agrippine lui présente la tête de Lollia pour achever son trépas.
La véritable Lollia Paulina, patricienne réputée pour sa beauté et son opulence, n'avait pas d'enfant. Claude avait effectivement envisagé de l'épouser, mais elle fut évincée par Agrippine. 

## M

### Marcus Atticus
Première apparition : Vie des feux

Marcus Atticus est le préfet des vigiles à Rome. Il prévient l'empereur Néron des dangers d'un incendie. Durant le grand incendie de Rome, il participe à la lutte contre les flammes - sans succès. 

### Marcus Brutus
Première apparition : De sable et de sang

Marcus Brutus est un centurion prétorien apparaissant dans De sable et de sang. Il donne des renseignements à Pétrone en échange d'argent. Brutus remarque que certains de ses subordonnés ont des emplois du temps similaires le soir du meurtre de Lollia Paulina. Ces informations sont précieuses pour le fils de cette dernière, Lucius Murena. Néanmoins, Marcus Brutus meurt assassiné peu après dans une taverne, ivre, par deux brigands afin d'étouffer les soupçons sur la mort de Paulina.

### Marcus Ruffalo
Première apparition : Vie des feux

Marcus Ruffalo est un centurion de la garde prétorienne. Père de Claudia, il tente de convaincre le patricien Endymion de laisser sa fille en paix. Durant l'incendie, il cherche son enfant et finit par la retrouver, grâce à Lucius Murena, auprès de Pierre. Il se trouve en dette envers les deux hommes. Ayant la confiance de l'empereur, ce dernier l'emmène souvent avec lui lors de sorties secrètes. C'est au cours de l'une d'elles dans Le Banquet que Ruffalo trouve la mort après avoir défendu et sauvé César, victime d'une tentative d'assassinat. Touché par sa bravoure, l'empereur jure de le venger.

### Massam
Première apparition : De sable et de sang

Massam est un « gladiateur borgne, brutal et féroce » venant des mines de Silésie (allusion probable au début de Spartacus de Kubrick). À l'école de gladiateurs de Soroctos, il rencontre Balba et une rivalité s'instaure aussitôt entre eux. Lors d'un combat organisé par Lucius Murena et Pétrone, Massam affronte Proyas, l'ami de Balba ; il tue le jeune Grec sans difficulté. Il affronte ensuite Balba, qui l'emporte et lui mutile la main. Après avoir récupéré de ses blessures, Massam se fait poser un gant d'acier sur la main et entreprend de dresser une superbe panthère noire. À la fin du volume, il rencontre Néron et devient son champion dans l'arène. Il accomplit pour lui des missions d'assassinat. Il devient aussi l'amant de Poppée dans La Déesse noire à l'insu de Néron. Il croise de nouveau Balba dans le grand égout, mais l'intervention d'Evix sauve le Nubien. Par la suite, avec l'empereur, Massam participe au viol de la vestale Rubria dans Vie des feux. Lucius Murena, outré par cet acte, vient provoquer Massam et leur bagarre déclenche un incendie qui s'étendra à toute la ville. Le conseiller de Neron, Tigellin, demande au Besogneux de le débarrasser de Massam, devenu encombrant. Balba se charge de cette tâche et les deux adversaires s'entre-tuent dans Les Épines.

## P

### Pallas
Première apparition : La Pourpre et l'Or

Pallas est un affranchi grec à la solde de l'ambitieuse Agrippine. Il lui sert d'espion et apprend notamment la relation entre Lollia Paulina et Claude. Pallas est le maître de la belle Acté dont il vend les charmes aux plus offrants. On le voit voler l'acte de répudiation de Claude. Il se retourne contre Néron quand celui-ci lui prend son esclave Acté. Afin de se venger, Pallas donne un rendez-vous secret à Britannicus afin de lui expliquer qu'il est le véritable héritier de l'empire. Pour le convaincre, Pallas le conduit dans la demeure de l'empoisonneuse Locuste où ils espionnent Agrippine prévoyant de tuer Britannicus. Chassé de la cour par Néron, Pallas est présenté à Murena comme le commanditaire de l'assassinat de Lollia Paulina. Lucius Murena, accompagné de Balba, cherche à tuer Pallas dans La Meilleure des mères mais l'empereur, afin de maquiller les preuves, le fait assassiner avant lui dans sa domus de campagne. 
Le véritable Pallas passait à l'époque pour l'amant de l'impératrice Agrippine la Jeune, ce que la série ne montre pas.

### Pétrone
Première apparition : De sable et de sang

Petronius Arbiter, Pétrone dans le récit, est un écrivain et un ami de Lucius Murena. Il héberge dans sa domus après le meurtre de la mère de son ami, Lollia Paulina.
Ce personnage renvoie à l'auteur du Satyricon.

### Pierre
Première apparition : Ceux qui vont mourir...

Pierre est un apôtre de Jesus Christ qui apparaît pour la première fois dans Ceux qui vont mourir.... Personnage humble et bon, il a des cheveux grisonnants lui tombant sur ses épaules, une barbe fourni et un bâton de marche. Pierre rencontre Lucius Murena à la porte de Rome où les deux hommes symphatisent. L'apôtre dit à Murena de dessiner un poisson si un jour il a besoin d'aide. On le voit dans une taverne d'un quartier modeste de Rome alors que l'empereur Néron est présent dans les lieux. Pierre s'engage dans un bras de fer perdu d'avance face à Marcus, homme bien bâti. Le vieil homme exige, s'il gagne, une somme d'argent pour une veuve. Ceci n'échappe pas à l'empereur qui, émut par la bonté de Pierre, lui donne une somme d'argent malgré sa défaite. Neron est vite séduit par la philosophie de Pierre qui juge que le mal est en chacun des hommes et demande à le revoir, ce à quoi l'apôtre répond qu'il suffit de laisser le signe du poisson pour attirer sa présence.
Les auteurs, dans leurs notes annexes, précisent qu'il n'existe guère de sources sur le séjour de Pierre à Rome. Ils ont donc abondamment romancé les actes de ce personnage. Voulant se distancer de représentations antérieures montrant Pierre comme « un noble vieillard à barbe blanche », ils ont choisi de faire du personnage « un Pierre actif, qui participe à la société romaine », par exemple quand il secourt les victimes de l'incendie.

### Pison
Première apparition : Les Épines

Ce personnage apparaît dans le tome 10 Le Banquet, où il participe à une conjuration contre Néron. 
Le personnage se réfère au Pison historique, membre d'un complot pour assassiner Néron.

### Pollius
Première apparition : Vie des feux

Pugiliste de « grande renommée », Pollius affronte l'ancien gladiateur Balba au cours d'un combat. Malgré sa grande force, il est finalement défait par son adversaire. Durant le grand incendie de Rome, Pollius sauve la vie son fils Androclès en tuant un lion s'étant échappé du cirque, avant de succomber à son tour aux blessures que le fauve lui a infligées.
Son nom fait probablement allusion à Pollux le pugiliste, l'un des Dioscures.

### Pontifex
Première apparition : Vie des feux

Le Pontifex Quirinus est le chef des vestales sur qui il veille comme « s'il s'agissait de ses propres filles ». Traitant l'empereur de fou devant Poppée, femme de ce dernier, il est assassiné par le gladiateur Massam.
Dans la Rome antique, le Pontifex maximus était un haut dignitaire de la religion publique romaine. Néanmoins, il n'existe pas trace d'un Pontifex appelé Quirinus. 

### Poppée
Première apparition : La Meilleure des mères

Poppéa Sabina, dite Poppée est une femme sensuelle et ambitieuse ; Arsilia raconte de Poppée qu'elle « menait ses amants à la mort ». Mariée à Othon, elle croise le chemin de Néron tandis qu'il se promène avec sa cour et elle montre de l'intérêt pour le jeune empereur. Dans Ceux qui vont mourir..., elle reçoit la visite d'Agrippine cherchant à se venger de son fils Néron. Pour cela, elle confie un philtre d'amour à Poppée pour devenir sa nouvelle amante. Elle devient l'amante puis l'épouse de Néron, à qui elle donne une fille, Claudia Augusta, qui meurt quatre mois après sa naissance.
La véritable Poppea Sabina était une femme blonde d'une grande beauté et issue d'une famille aisée. Elle était mariée avec Othon, alors l'un des favoris de Néron mais qui apparaît à peine dans la série. Lorsque Néron devient l'amant de Poppée, Othon et Poppée se séparent. Les auteurs contemporains la décrivent comme intrigante et ambitieuse. Dans la série, elle est rousse, à l'instar du personnage de Néron, par référence au thème du feu. Elle donne à Néron une fille, Claudia Augusta, qui ne survit que quelques mois. La série établit un parallèle entre Poppée et la panthère du gladiateur Massam : beauté, sauvagerie et cruauté. Jean Dufaux précise : « J'ai voulu créer une jeune femme sensuelle mais aussi tenir compte des sentiments réels qui ont existé entre elle et Néron ». Il est exact que Poppée manifestait de l'intérêt pour le judaïsme.

### Proyas
Première apparition : La Meilleure des mères

Esclave-gladiateur grec dans l'école de gladiateurs de Bacchus Soroctos, Proyas devient un ami et un confident de Balba. Sur ordre de Massam, il est obligé de se battre dans l'arène contre lui et perd son combat. Malgré le fait qu'il soit gracié par les spectateurs dont Pétrone, Massam décide de le tuer.
La scène montrant le combat entre Massam et Proyas s'inspire du film Spartacus (1960) de Kubrick.

## R

### Rubria
Première apparition : Vie des feux

Rubria est une vestale, amie de Lollia Paulina. Murena et Balba trouvent refuge auprès d'elle à leur retour de Gaule. Un ancien serviteur de sa famille s'étant vendu comme esclave, elle se rend chez le Besogneux pour racheter sa liberté. Elle est surprise par Tigellin, conseiller de l'empereur Néron. Lorsqu'il l'apprend, l'empereur décide de se venger d'elle, persuadé que Rubria partage sa couche avec des hommes. Violée par Néron et Massam, elle se donne la mort.

## S

### Sardius Agricola
Première apparition : La Déesse noire

De son nom complet Sardius Priscus Agricola, il est centurion. Néron lui offre son ancienne favorite Acté en guise de vengeance envers Lucius Murena. Le centurion part avec elle pour la Gaule. Dans Le Sang des bêtes, le camp d'Agricola a été attaqué par des rebelles gaulois menés par le druide Cervarix. Par la suite, Agricola décide d'attaquer Cervarix qui a enlevé Acté. Il meurt lors des combats.
Son nom laisse augurer qu'il est l'aîné de sa famille (Priscus), originaire de Sardaigne ou de Sardes.
Ce personnage est fictif. 

### Sénèque

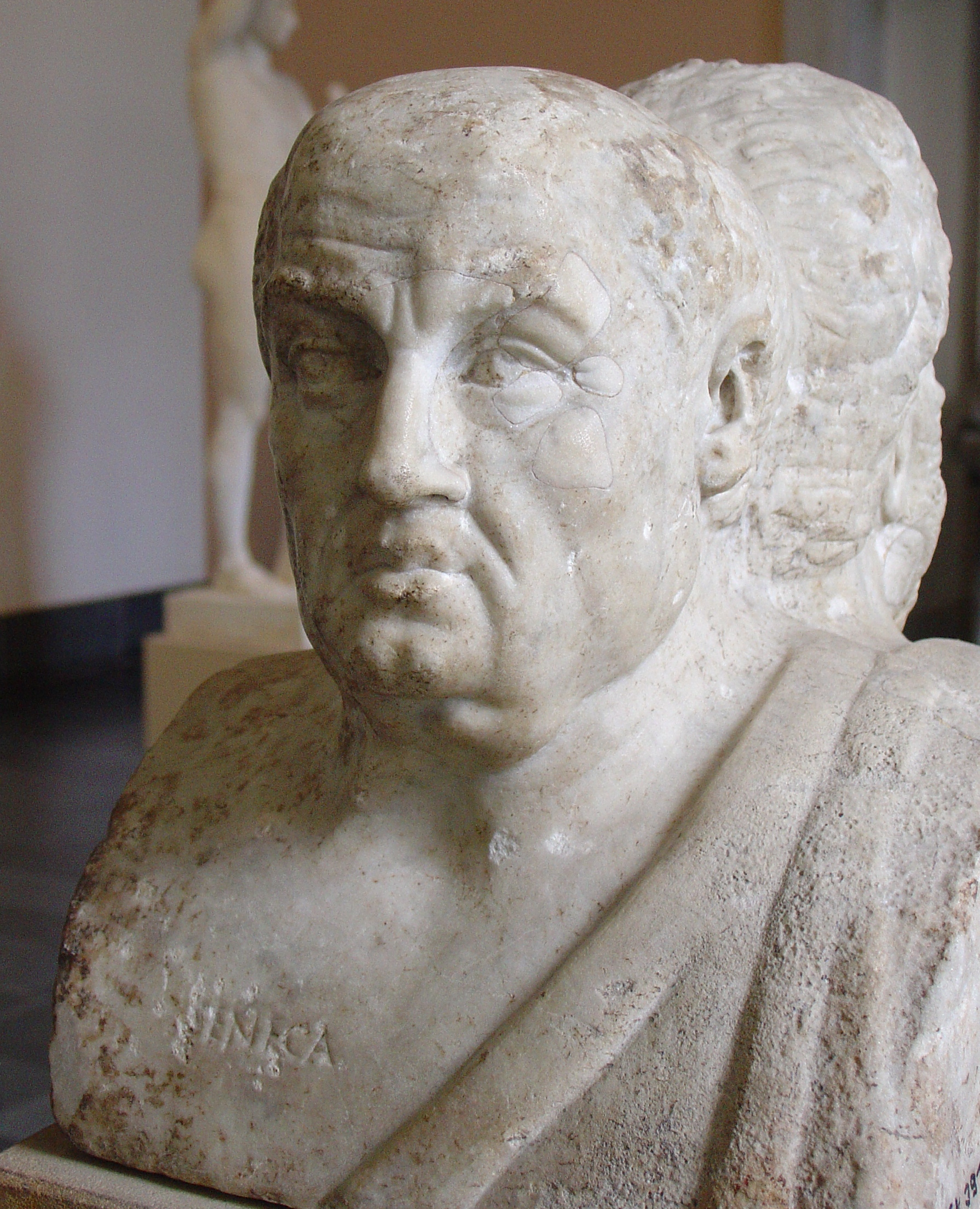
Buste de Sénèque

Première apparition : La Pourpre et l'Or

Sénèque est un patricien romain, allié d'Agrippine. Dans La Pourpre et l'Or, il devient le précepteur du jeune Néron. À la fin du onzième tome, Lemuria, L'Hydre révèle à César être le fruit de l'amour secret entre Agrippine et lui.
Le véritable Sénèque (Lucius Annaeus Seneca) était un philosophe stoïcien, dramaturge et homme d'État romain, conseiller de l'empereur Néron.

### Soroctos
Première apparition : De sable et de sang

Bacchus Soroctos apparaît pour la première dans De sable et de sang en recevant Balba dans son école de gladiateur. En échange d'une forte somme d'argent, Soroctos s'engage à former Balba. Dans Ceux qui vont mourir..., il est chargé par Néron d'organiser un tournoi de gladiateur. Soroctos est présent aux côtés de l'empereur durant le combat entre Balba et Draxius. À la fin du tome, il présente à Néron son gladiateur Massam, machine à tuer et lui offre ses services. On apprend par le biais des annotations des auteurs qu'il meurt durant le grand incendie de Rome.
Le personnage emprunte ses traits à l'acteur Ernest Borgnine.

## T

### Thrasea
Première apparition : Ceux qui vont mourir...

Publius Paetus Thrasea est un sénateur romain qui considère que le sénat est corrompu par l'argent. Dans La Déesse noire, il assiste, en compagnie du sénateur Sénèque, à la course de char où prend part l'empereur Néron. Sénèque le surnomme ironiquement d'incorruptible après que Thrasea remarque que les patriciens ont été payés pour exhiber le vert, couleur de la plèbe.
Dans les notes en fin de volume, les auteurs précisent faire allusion au personnage historique Publius Clodius Thrasea Paetus, sénateur romain.

### Tigellin
Première apparition : La Déesse noire

Sofonius Tigellinus, dit Tigellin, est un conseiller de Néron.  Il apparaît dans le cinquième tome La Déesse noire dans une taverne alors que l'empereur Néron est à la recherche d'une femme ayant remporté une course de char contre lui. Tigellin propose ses services au souverain en lui affirmant qu'il peut l'aider à retrouver la fugitive. Il est dit que durant sa jeunesse, Tigellin « s'est prostitué auprès de sénateurs vieillissant pour obtenir leurs faveurs ». Prenant de l'influence auprès du jeune empereur, Tigellin devient rapidement l'un de ses conseillers les plus importants. Dans Le Sang des bêtes, il couche avec Poppée, femme de Néron.

### Titus Vespasianus
Première apparition : De sable et de sang

Titus est un jeune prétorien, ami de Néron. Au cours du tome De sable et de sang, il fait partie du banquet où Britannicus trouvera la mort. Ayant bu dans la coupe de ce dernier, qui était empoisonnée, Titus dit ne sentir pas bien mais survit. Dans La Meilleure des mères, il est manipulé par Agrippine, mère de Néron, qui lui offre son corps en échange d'informations au sujet de son fils. Le jeune homme lui confirme que l'empereur a des soupçons vis-à-vis d'elle. Titus est présent dans le tome Ceux qui vont mourir... où il croise à l'entrée de Rome son ami Lucius Murena. Engagé dans l'armée, il part pour une expédition lointaine.

### Trimalcion
Première apparition : Les Épines

Trimalcion apparaît dans Les Épines et Le Banquet en tant qu'hôte d'un festin. Il offre à ses invités des pâtisseries en forme d'épines, car cette forme « est au goût du jour », par allusion au massacre des chrétiens en cours à Rome. C'est chez lui que se retrouvent Lucius Murena, Néron et Pétrone.
Ce personnage fait référence au récit Festin chez Trimalcion issu du Satiricon de Pétrone. 

## X

### Xenophon de Cos
Première apparition : La Pourpre et l'Or

D'origine grecque, Xénophon de Cos est le médecin de l'empereur Claude. Lors d'un banquet, Locuste empoisonne Claude, qui peu après éprouve un violent malaise. Xénophon fait mine d'aider l'empereur mais en réalité il est complice de cet assassinat. 

#### Sources secondaires
- Claude Aziza, Dictionnaire Murena : Dufaux, Delaby, Bruxelles/Paris, Dargaud, 2017, 136 p. (ISBN 978-2-505-06821-1)  : document utilisé comme source pour la rédaction de cet article.
- Rome au temps de Néron (Hors-série), Historia, novembre-décembre 2009 (ISSN 0182-2411)

#### Sources primaires
: document utilisé comme source pour la rédaction de cet article.
- Dufaux, Le Pourpre et l'or, Dargaud, 2009 (1re éd. 1997), 48 p. (ISBN 978-2-505-00773-9)

1. 1 2  Murena 2009, p. 34
2. ↑  Murena 2009, p. 16
3. ↑  Murena 2009, p. 13
4. ↑  Murena 2009, p. 27
5. ↑  Murena 2009, p. 24
6. ↑  Murena 2009, p. 35
7. ↑  Murena 2009, p. 38
8. ↑  Murena 2009, p. 42
9. ↑  Murena 2009, p. 19
10. ↑  Murena 2009, p. 14
11. ↑  Murena 2009, p. 43
12. ↑  Murena 2009, p. 47
13. ↑  Murena 2009, p. 28
14. ↑  Murena 2009, p. 37

 : document utilisé comme source pour la rédaction de cet article.
- Dufaux, De sable et de sang, Dargaud, 2006 (1re éd. 1999), 48 p. (ISBN 978-2-87129-173-2)

1. ↑  Murena 2006, p. 14
2. ↑  Murena 2006, p. 21
3. ↑  Murena 2006, p. 29
4. ↑  Murena 2006, p. 40
5. ↑  Murena 2006, p. 46
6. 1 2  Murena 2006, p. 4
7. ↑  Murena 2006, p. 33
8. 1 2  Murena 2009, p. 48
9. ↑  Murena 2006, p. 11
10. 1 2  Murena 2006, p. 18
11. ↑  Murena 2006, p. 36
12. ↑  Murena 2006, p. 26
13. ↑  Murena 2006, p. 17
14. ↑  Murena 2006, p. 16
15. ↑  Murena 2006, p. 24

 : document utilisé comme source pour la rédaction de cet article.
- Dufaux, La Meilleure des mères, Dargaud, 2009 (1re éd. 2001), 46 p. (ISBN 978-2-87129-302-6)

1. 1 2 3  Murena 2009, p. 2
2. 1 2  Murena 2009, p. 40
3. ↑  Murena 2009, p. 38
4. ↑  Murena 2009, p. 11
5. ↑  Murena 2009, p. 44
6. ↑  Murena 2009, p. 18
7. ↑  Murena 2009, p. 19

 : document utilisé comme source pour la rédaction de cet article.
- Dufaux, Ceux qui vont mourir..., Dargaud, 2007 (1re éd. 2002), 46 p. (ISBN 978-2-87129-457-3)

1. ↑  Murena 2007, p. 38
2. ↑  Murena 2007, p. 43
3. ↑  Murena 2007, p. 10
4. ↑  Murena 2007, p. 27
5. ↑  Murena 2007, p. 46
6. ↑  Murena 2007, p. 4
7. ↑  Murena 2007, p. 5
8. ↑  Murena 2007, p. 31
9. ↑  Murena 2007, p. 14

 : document utilisé comme source pour la rédaction de cet article.
- Dufaux, La Déesse noire, Bruxelles/Paris, Dargaud, 2006 (1re éd. 2006), 46 p. (ISBN 2-87129-762-2)

1. ↑  Murena 2006, p. 1
2. ↑  Murena 2006, p. 14
3. 1 2  Murena 2006, p. 24

 : document utilisé comme source pour la rédaction de cet article.
- Dufaux, Le Sang des bêtes, Bruxelles/Paris, Dargaud, 2009 (1re éd. 2007), 48 p. (ISBN 978-2-505-00072-3)

1. ↑  Murena 2009, p. 12

 : document utilisé comme source pour la rédaction de cet article.
- Dufaux, Vie des feux, Bruxelles/Paris, Dargaud, 2009 (1re éd. 2009), 46 p. (ISBN 978-2-505-00686-2)

1. ↑  Murena 2009, p. 24
2. ↑  Murena 2009, p. 38
3. ↑  Murena 2009, p. 25
4. ↑  Murena 2009, p. 9
5. ↑  Murena 2009, p. 13
6. ↑  Murena 2009, p. 21
7. ↑  Murena 2009, p. 16
8. ↑  Murena 2009, p. 31
9. ↑  Murena 2009, p. 36

 : document utilisé comme source pour la rédaction de cet article.
- Dufaux, Revanche des cendres, Bruxelles/Paris, Dargaud, 2010 (1re éd. 2010), 45 p. (ISBN 978-2-505-01016-6)

1. ↑  Murena 2010, p. 13

 : document utilisé comme source pour la rédaction de cet article.
- Dufaux, Les Épines, Bruxelles/Paris, Dargaud, 2013 (1re éd. 2013), 46 p. (ISBN 978-2-505-01652-6)

 : document utilisé comme source pour la rédaction de cet article.
- Dufaux, Le Banquet, Bruxelles/Paris, Dargaud, 2017 (1re éd. 2017), 64 p. (ISBN 978-2-505-06664-4)

1. ↑  Murena 2017, p. 53
2. ↑  Murena 2017, p. 56
3. ↑  Murena 2017, p. 52

 : document utilisé comme source pour la rédaction de cet article.
- Dufaux, Lemuria, Bruxelles/Paris, Dargaud, 2020 (1re éd. 2020), 56 p. (ISBN 978-2-505-08339-9)

1. 1 2  Murena 2020, p. 31
2. ↑  Murena 2020, p. 37
3. 1 2  Murena 2020, p. 49
4. ↑  Murena 2020, p. 21
5. ↑  Murena 2020, p. 50

## Annexe